# Death of Nintendo
Death of Nintendo è un film del 2020 diretto da Raya Martin.

## Riconoscimenti
- 2020 - Festival internazionale del cinema di Berlino
  - Nomination Orso di cristallo - Generation Kplus
- 2020 - Minsk International Film Festival “Listapad”
  - Nomination Best Film of the Competition for Children and Youth "Listapadzik"